# Frankfurt nad Menem
Frankfurt nad Menem (niem. Frankfurt am Mainⓘ, [ˈfʁaŋkfʊɐt am ˈmaɪn], Frankfurt a. M.) – miasto na prawach powiatu w Niemczech, w kraju związkowym Hesja, w rejencji Darmstadt, piąte pod względem liczby ludności miasto Niemiec (ponad 760 tys. mieszkańców pod koniec 2019 roku). Natomiast cała metropolia ma populację ponad 5 mln mieszkańców. Jest to jedna z najważniejszych metropolii finansowych świata, oraz znane centrum wystawiennicze i handlowe.
Miasto jest ważnym ośrodkiem gospodarczym, kulturalnym i naukowym, jak też turystycznym. Jest to centrum transportowe z ruchliwym węzłem kolejowym i największym lotniskiem w Niemczech.
Frankfurt ma międzynarodową populację: ponad 40% jego obywateli to migranci lub deklaruje pochodzenie imigranckie, co czyni go najbardziej międzynarodowym miastem w Niemczech. Aglomerację zamieszkuje ponad 170 narodowości. 

## Położenie

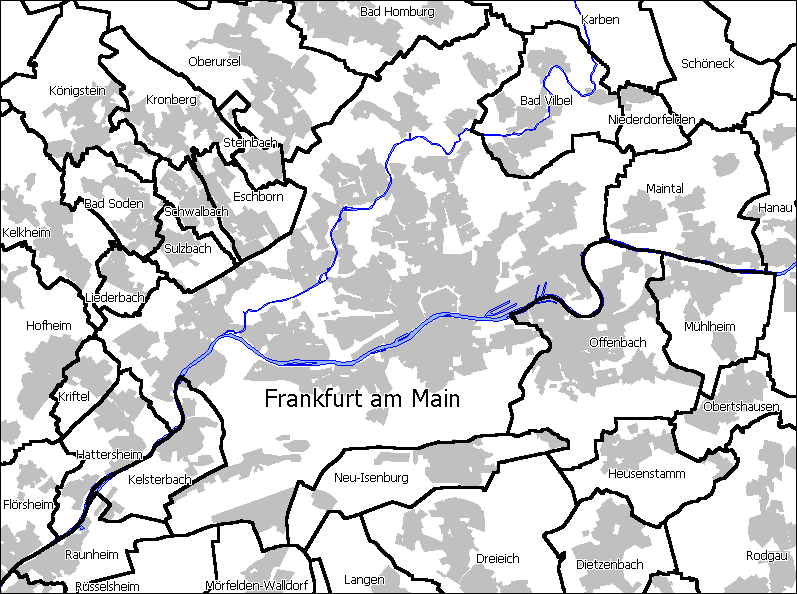

Miasto leży po obu stronach rzeki Men u stóp gór Taunus.
Dzięki swojemu centralnemu położeniu stanowi ważny węzeł komunikacyjny, z drugim pod względem liczby pasażerów lotniskiem w Europie (8. miejsce na świecie). Frankfurt jest największym miastem Hesji, lecz stolicą kraju związkowego jest Wiesbaden. Frankfurt leży w obszarze 5,8 milionowego regionu metropolitalnego Ren-Men (Rhein-Main-Gebiet).

## Historia
Celtowie i Germanie zajmowali ten obszar w I wieku p.n.e., a Rzymianie w I i II wieku n.e. Frankowie przejęli je około 500 roku, kiedy to prawdopodobnie zyskało nazwę Frankfurt, co oznacza „bród Franków” (ang. „ford of the Franks”), ale po raz pierwszy zostało wspomniane jako takie przez biografa Karola Wielkiego, pod koniec VIII wieku. Na terenie obecnego Frankfurtu Rzymianie wznieśli w I w. n.e. kilka obozów wojskowych, a później także miasto Nida, istniejące do drugiej połowy III w. n.e.
Frankfurt wzmiankowany jest po raz pierwszy dopiero w 793 r., jednak już w 794 r. pojawia się w dokumentach jako znacząca miejscowość. W 843 r. Frankfurt był przejściowo siedzibą królów Franków Wschodnich i miejscem, gdzie odbywały się sejmy Rzeszy.
W 1375 r. Frankfurt został wolnym miastem Rzeszy (Freie Reichsstadt), dzięki temu podlegał bezpośrednio władzy cesarskiej i posiadał własnych, niezależnych przedstawicieli w Reichstagu.
Większość wyborów królów Rzeszy od 1147 r. odbywała się we Frankfurcie.
W 1356 r. Złota Bulla Karola IV potwierdziła Frankfurt jako miejsce wyboru cesarzy niemieckich. Od 1562 r. we Frankfurcie odbywały się koronacje królów i cesarzy Świętego Cesarstwa Rzymskiego aż do 1792 (wybór i koronacja Franciszka II Habsburga).
Od XVI wieku rozwój sztuki i rzemiosła, dbałość o naukę, wynalazek druku w niedalekiej Moguncji przyczyniły się również tu do rozwoju oświaty i nauki.
Od XV do XVII wieku odbywały się we Frankfurcie największe w Niemczech targi książki, wznowione od 1949 r.
W 1648 r. w ramach postanowień pokoju westfalskiego potwierdzono status Frankfurtu jako wolnego miasta Rzeszy (Freie Reichsstadt Frankfurt), co przyczyniło się do jego ponownego rozwoju po zniszczeniach wojny trzydziestoletniej.
W drugiej połowie XVIII wieku przybyło do Frankfurtu wiele rodzin niderlandzkich, które przyczyniły się do ożywienia przedsiębiorczości i rozwoju rzemiosła. Jednocześnie odbywające się tu koronacje cesarzy niemieckich znacznie ożywiły miasto.
W 1836 r. Frankfurt przyłączył się do Niemieckiego Związku Celnego (Deutscher Zollverein).
W 1848 r. we frankfurckim kościele Świętego Pawła (Paulskirche) obradował parlament frankfurcki – pierwszy demokratyczny parlament o charakterze ogólnoniemieckim. Obradowano tam nad zjednoczeniem rozczłonkowanych przez Kongres wiedeński Niemiec. Uchwały tego parlamentu były także podstawą Konstytucji Republiki Weimarskiej z 1919 r.
W 1866 r. Frankfurt wcielono do Prus, a po II wojnie światowej stał się częścią kraju związkowego Hesja.
W 1944 r. na skutek alianckich bombardowań Frankfurt został zniszczony w ponad 70%, a stopień zniszczeń Starego Miasta przekroczył 90%. Po wojnie odbudowano tylko niewielką część zniszczonych historycznych obiektów. W latach 1945–1949, podczas alianckiej okupacji Niemiec Frankfurt n. Menem znalazł się w strefie francuskiej, natomiast duża część Hesji w strefie amerykańskiej.
W 1949 r. miasto było typowane jako ewentualna stolica Niemiec Zachodnich w zastępstwie Berlina. Pomysł ten forsowany był przez socjaldemokratów (SPD).
Miasto stało się siedzibą wielu instytucji bankowych i towarzystw ubezpieczeniowych. Od 1999 r. mieści się tu Europejski Bank Centralny. Z miastem przez szereg lat związany był były przewodniczący Centralnej Rady Żydów w Niemczech Ignatz Bubis (był m.in. radnym miejskim).

## Podział administracyjny

Podział administracyjny Frankfurtu

Miasto podzielone jest administracyjnie na 46 części miasta (Stadtteile) ponumerowanych od 1 do 47 (numer 23 nie istnieje).
Części miasta: Altstadt, Bahnhofsviertel, Bergen-Enkheim, Berkersheim, Bockenheim, Bonames, Bornheim, Dornbusch, Eckenheim, Eschersheim, Fechenheim, Flughafen, Frankfurter Berg, Gallus, Ginnheim, Griesheim, Gutleutviertel, Harheim, Hausen, Heddernheim, Höchst, Innenstadt, Kalbach-Riedberg, Nied, Nieder-Erlenbach, Nieder-Eschbach, Niederrad, Niederursel, Nordend-Ost, Nordend-West, Oberrad, Ostend, Praunheim, Preungesheim, Riederwald, Rödelheim, Sachsenhausen-Nord, Sachsenhausen-Süd, Schwanheim, Seckbach, Sindlingen, Sossenheim, Unterliederbach, Westend-Nord, Westend-Süd oraz Zeilsheim.
Politycznie miasto podzielone jest na 16 okręgów (Ortsbezirke).
Okręgi: Bergen-Enkheim, Harheim, Innenstadt I, Innenstadt II, Innenstadt III, Innenstadt IV, Kalbach-Riedberg, Mitte-Nord, Mitte-West, Nieder-Erlenbach, Nieder-Eschbach, Nord-Ost, Nord-West, Ost, Süd oraz West.

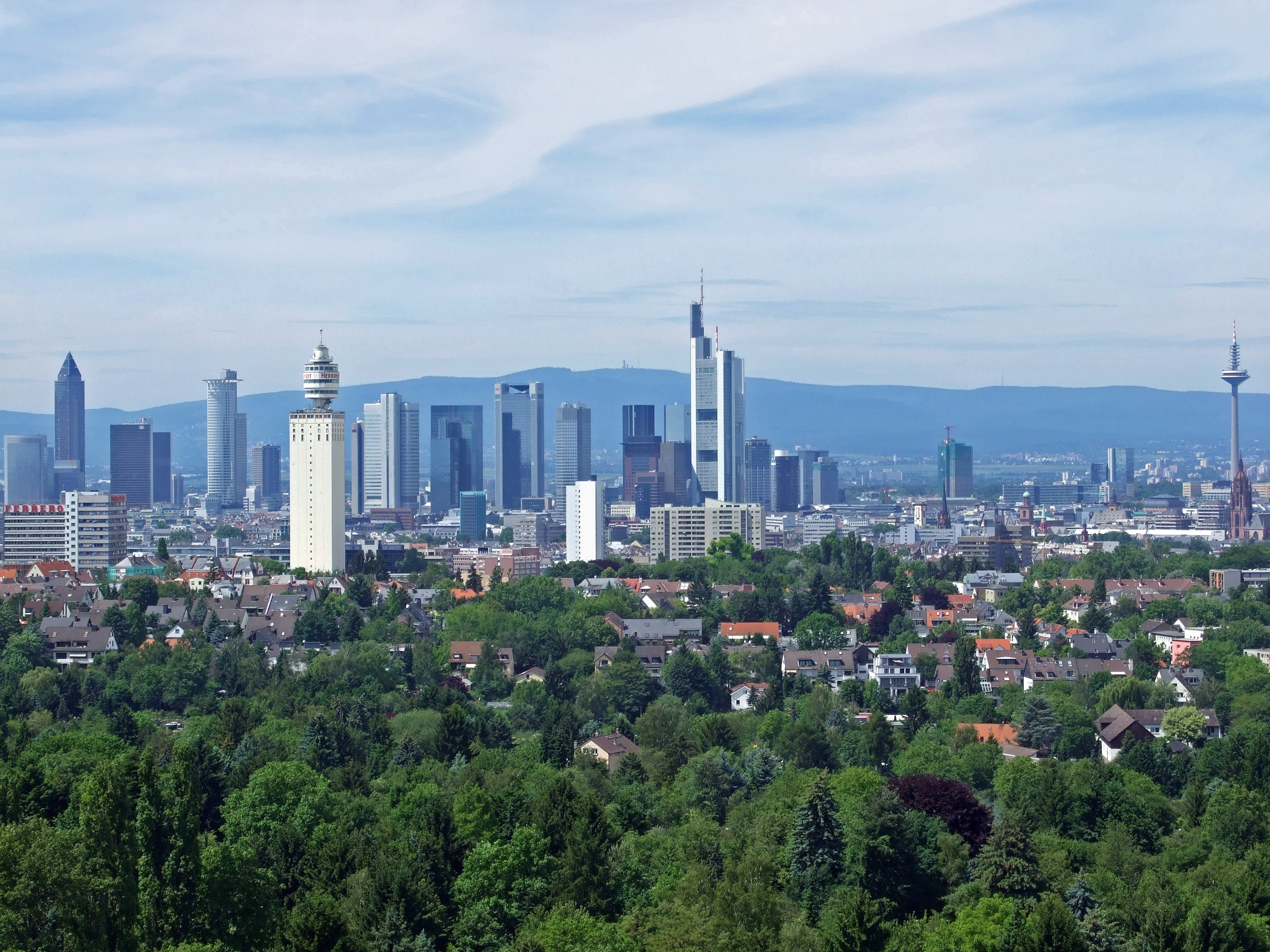
Frankfurt nad Menem

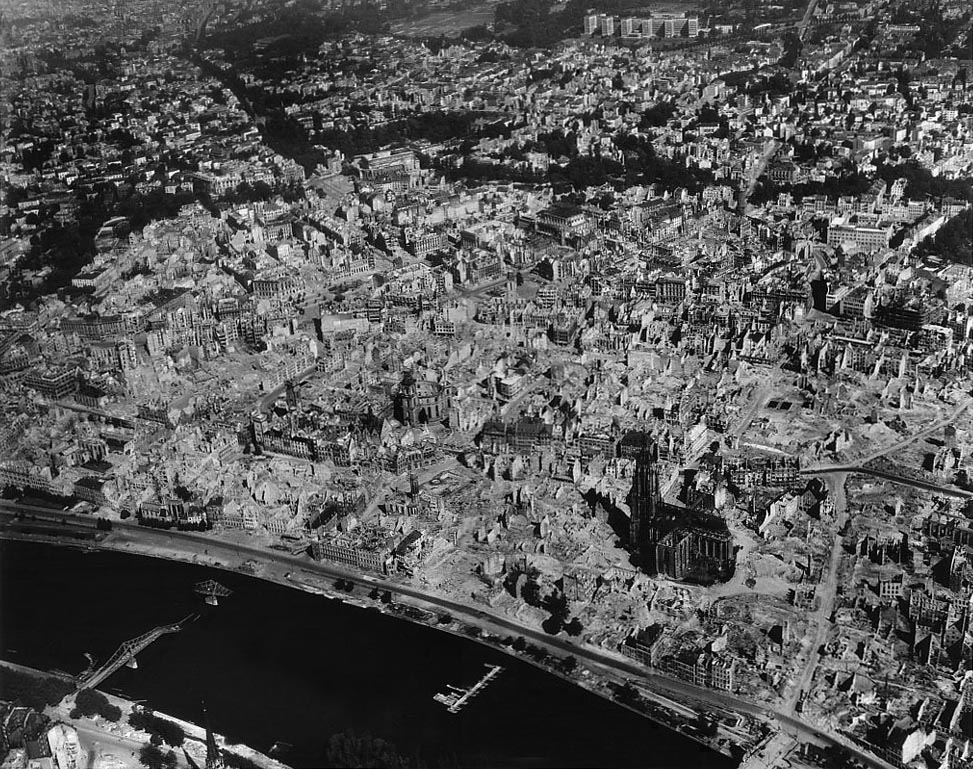
Zniszczone centrum Frankfurtu w 1945 r.

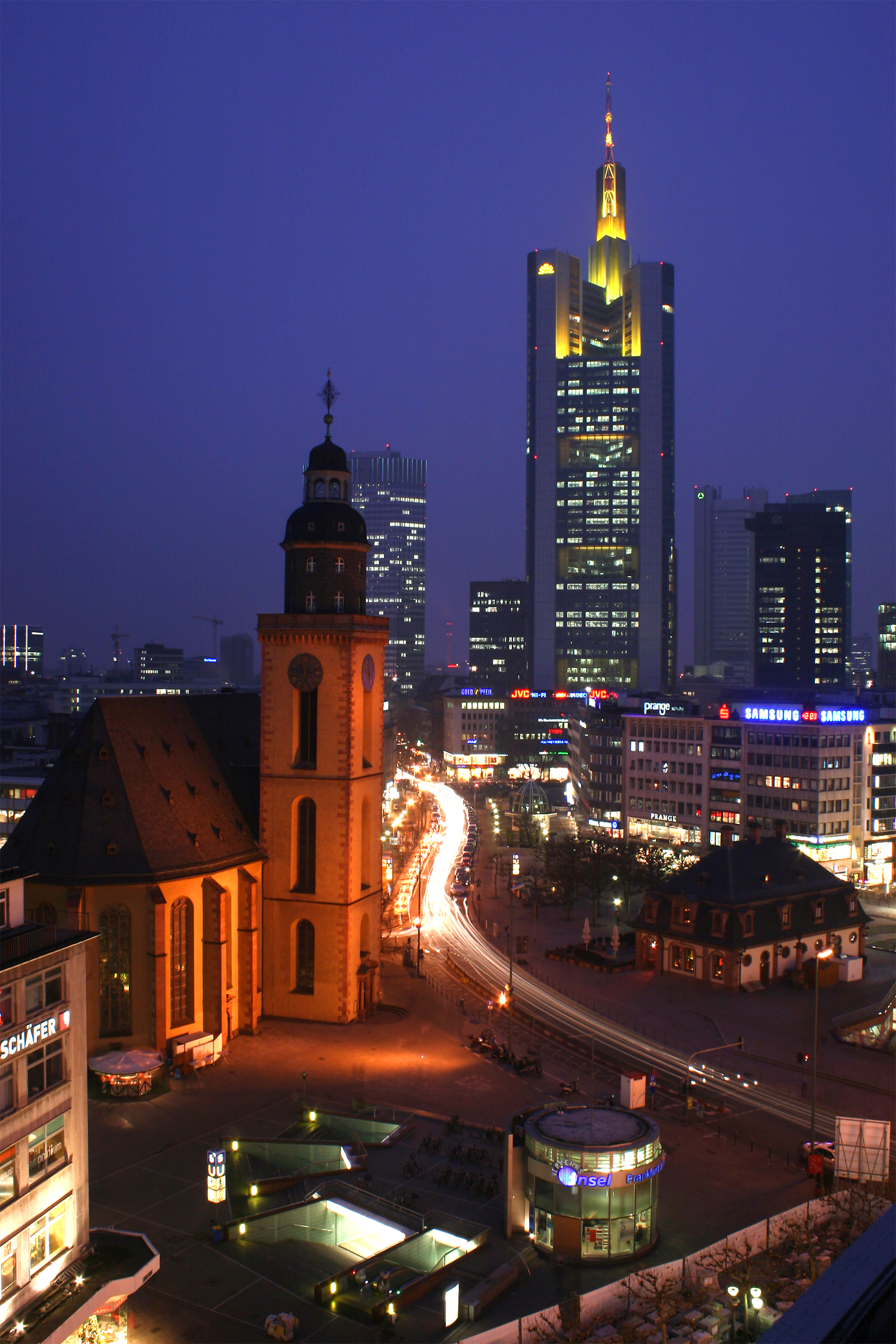
Hauptwache

## Polityka
Władze miasta składają się ze zgromadzenia deputowanych miejskich oraz z 16 rad dzielnic, wybieranych co pięć lat.
Władzę wykonawczą sprawują burmistrz miasta wraz z magistratem, wybierani co sześć lat.
26 marca 2023 nowym burmistrzem miasta został urodzony w Syrii Mike Josef (SPD), który niewielką przewagą głosów wygrał z kandydatem CDU, Uwe Beckerem. Zaprzysiężenie polityka, który uzyskał 51,7% głosów odbyło się 11 maja 2023.

## Gospodarka
Miasto stanowi jeden z najważniejszych ośrodków gospodarczych Niemiec. Jest siedzibą wielu przedsiębiorstw rangi międzynarodowej, niektórych urzędów centralnych i wielu instytucji finansowych. Rozwinięty jest przemysł chemiczny, elektrotechniczny i elektroniczny, maszynowy, precyzyjny, poligraficzny, spożywczy, odzieżowy, rafinacja ropy naft.

### Przedsiębiorstwa
Frankfurt nad Menem jest przede wszystkim znanym na świecie centrum finansowym. W centrum miasta (Bankenviertel) znajdują się centrale największych niemieckich banków prywatnych – Deutsche Bank czy mieszczący się w charakterystycznym prawie trzystumetrowym wieżowcu Commerzbank. We Frankfurcie mają również swoje siedziby banki komercyjne: ING-DiBA, SEB AG, jak również wiele znaczących prywatnych domów bankierskich oraz innych instytucji finansowych.
Z innych instytucji finansowych w mieście należy wymienić DZ Bank (i jego spółki-córki: Union Investment, DVB Bank i Reisebank), Frankfurter Sparkasse (Fraspa), Frankfurter Volksbank, Landesbank Hessen-Thüringen (Helaba) oraz DekaBank. Ponadto we Frankfurcie ma swoją siedzibę około 300 innych banków, przeważnie zagranicznych.
Frankfurt jest również drugim na świecie miejscem obrotu papierami wartościowymi, obsługując zdecydowaną większość rynku niemieckiego. Mieści się tu prowadzona przez Deutsche Börse AG giełda papierów wartościowych Börse Frankfurt oraz elektroniczna platforma obsługi rynku kasowego XETRA.
Poza licznymi instytucjami finansowymi w mieście mają swoją siedzibę również przedsiębiorstwa z branży chemicznej, przedsiębiorstwa z branży oprogramowania komputerowego i call center.

#### Przemysł spożywczy
W mieście znajduje się centrala koncernu piwowarskiego Radeberger Gruppe, który kontroluje m.in. powstały w 1870 browar Binding oraz przejętego w 2001 konkurenta Henninger. Produkcja tradycyjnego we Frankfurcie piwa marki Binding zostanie zamknięta w dzielnicy Sachsenhausen-Süd w 2023. Zakończy to epokę wielkoskalowej produkcji piwa w mieście.

### Targi
Ważniejsze imprezy targowe:
- Frankfurter Buchmesse – targi książki,
- Internationale Automobil-Ausstellung – międzynarodowa wystawa samochodowa,
- Ambiente – targi artykułów konsumpcyjnych,

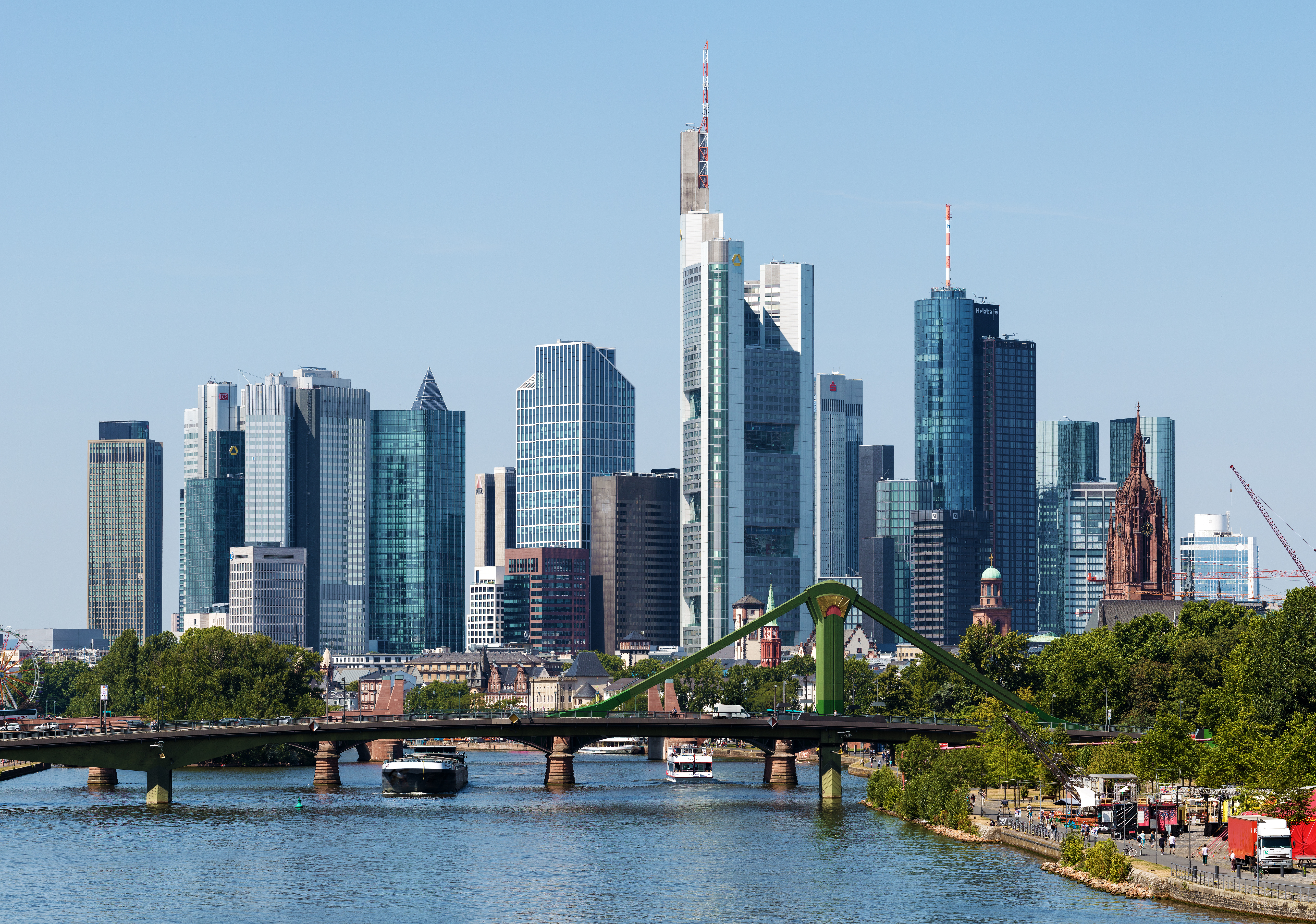
Skyline

- Musikmesse/prolight + sound – targi muzyczne.

### Instytucje publiczne i organizacje
Frankfurt nad Menem jest metropolią bankową, również w odniesieniu do publicznych instytucji finansowych. Swoje siedziby mają tu:
- Europejski Bank Centralny,
- Europejski Urząd Nadzoru Ubezpieczeń i Pracowniczych Programów Emerytalnych (EIOPA),
- Niemiecki Bank Federalny (Deutsche Bundesbank),
- Bundesanstalt für Finanzdienstleistungsaufsicht(inne języki) (BaFin),
- Bundesanstalt für Finanzmarktstabilisierung(inne języki) (FMSA),
- KfW,
- IFC Deutschland, będący częścią Banku Światowego.

Poza tym Frankfurt jest siedzibą Niemieckiej Biblioteki Narodowej (Deutsche Nationalbibliothek), Oberlandesgericht Frankfurt am Main, Hessisches Landesarbeitsgericht, Landgericht Frankfurt am Main i Bundesdisziplinargericht.

## Transport

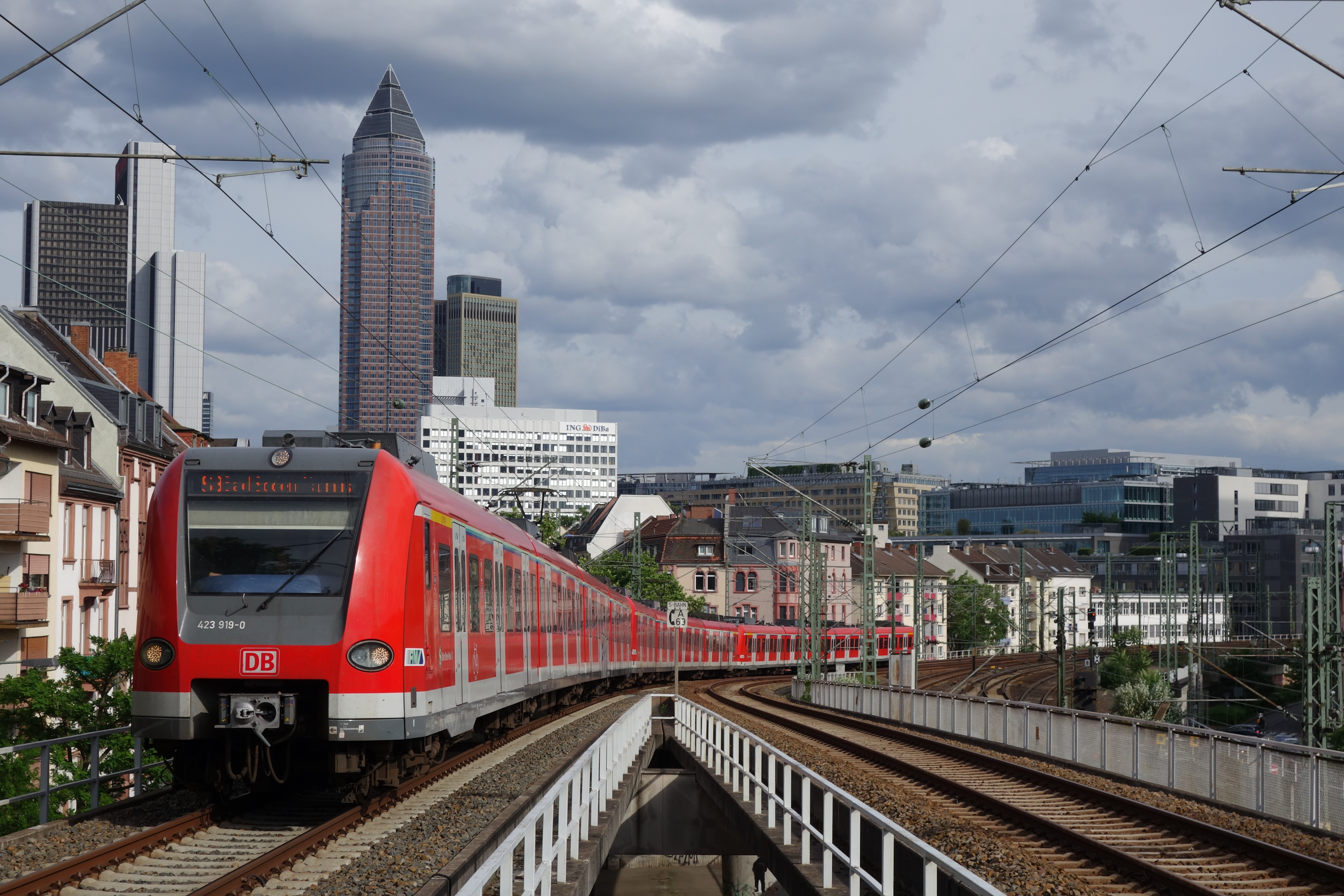
S-Bahn na stacji kolejowej Frankfurt (Main) West

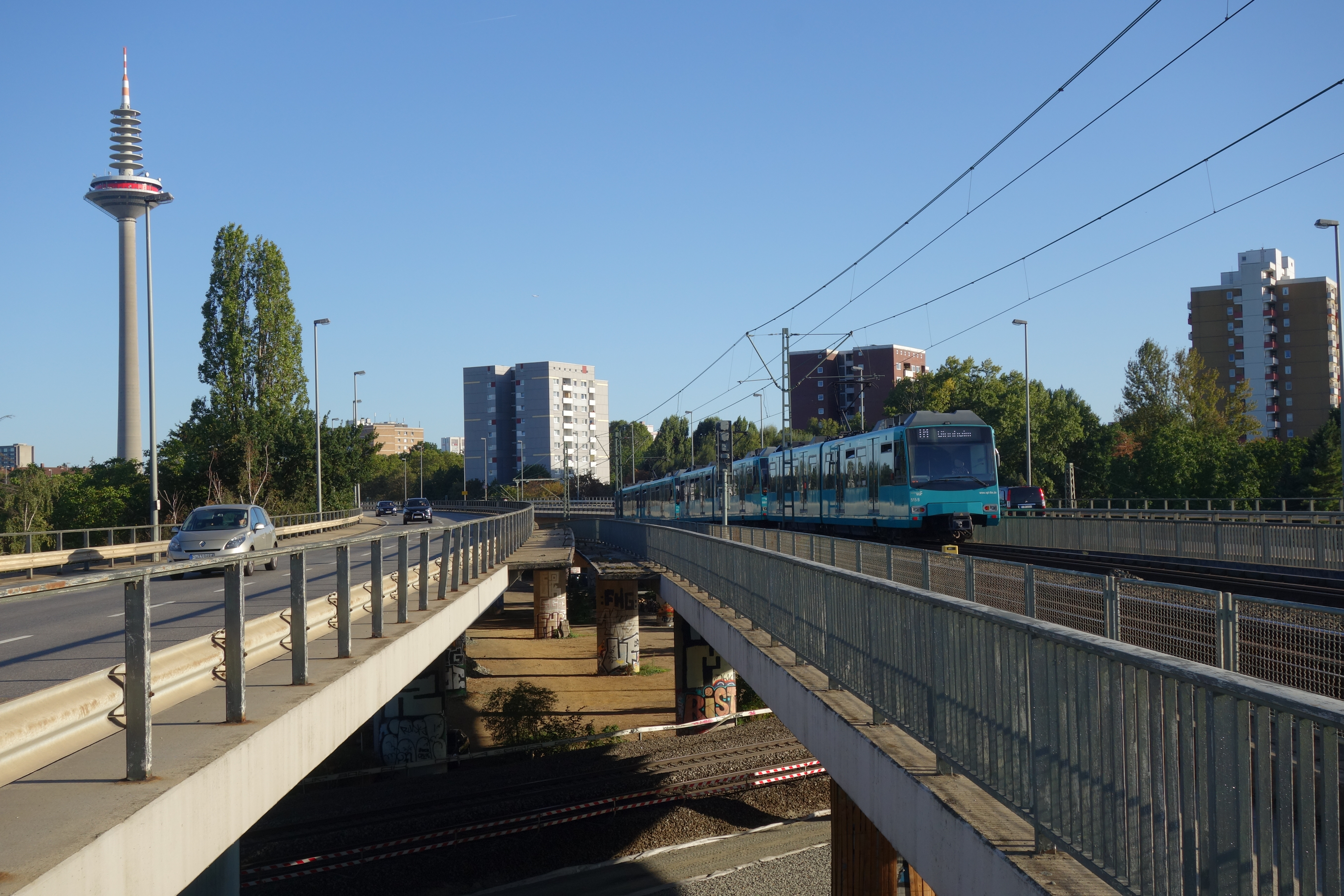
Wiadukt z jezdnią i torami metra w pobliżu stacji „Niddapark”, z widokiem na Ginnheim; Wieża „Europaturm” widoczna w tle po lewej stronie.

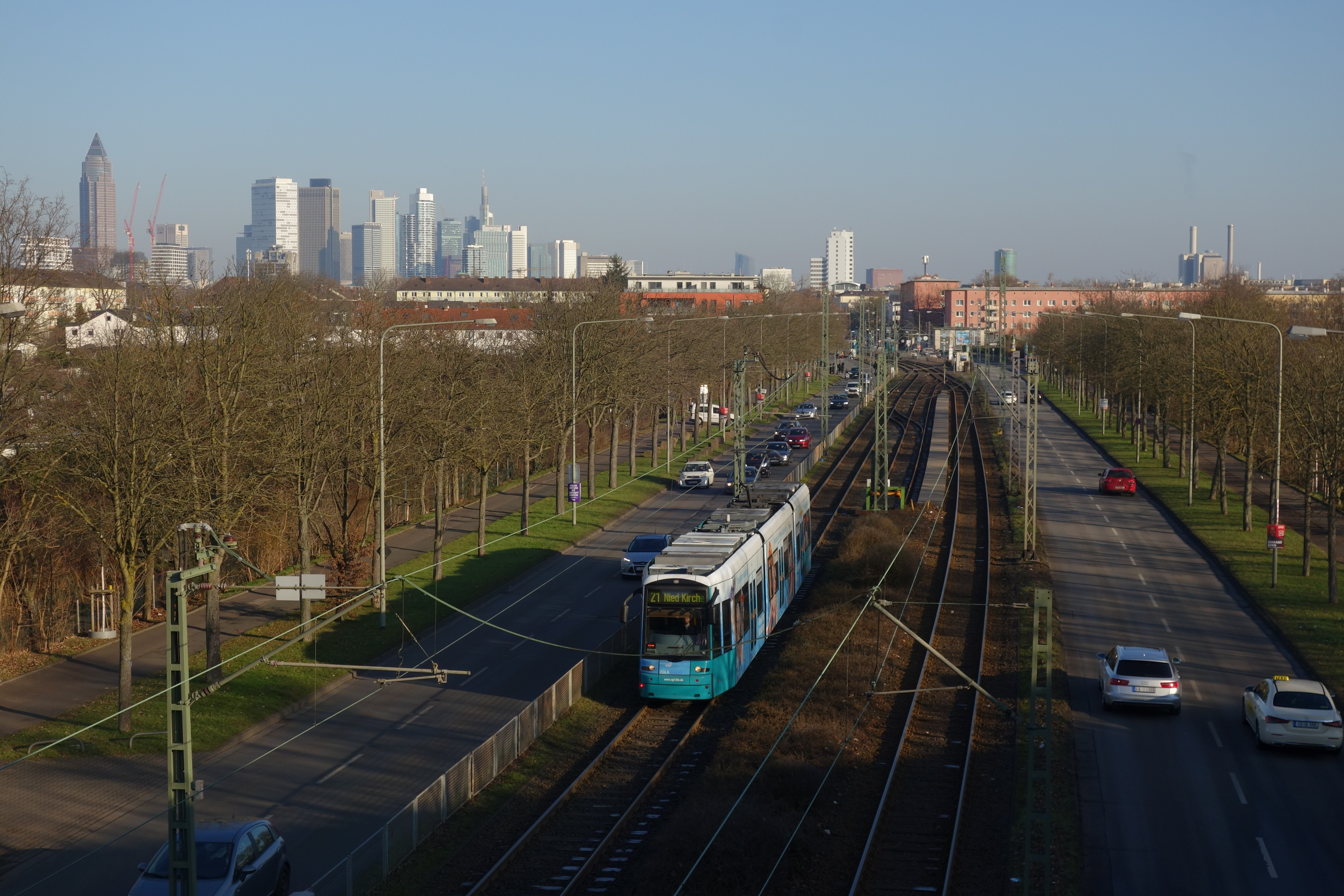
Tramwaj na Mainzer Landstrasse, ważnej arterii na zachodzie Frankfurtu

Można powiedzieć, że Frankfurt jest centralnym punktem Europy, co stanowi o jego znaczeniu jako węzła komunikacyjnego:
- skrzyżowanie ważnych w skali krajowej i międzynarodowej arterii komunikacyjnych, a mianowicie autostrady A5 (Hattenbacher Dreieck(inne języki) – Weil am Rhein) z autostradą A3 (Arnhem – Pasawa);
- jeden z największych portów lotniczych świata, Ren-Men (Rhein-Main-Flughafen), obsługiwany przez operatora Fraport AG;
  - lotnisko było jednym z głównych punktów zaopatrzeniowych (Operacja Vittles) podczas blokady Berlina.
- jeden z największych i najważniejszych węzłów kolejowych Niemiec – skrzyżowanie połączeń kolejowych dużych prędkości Intercity-Express (ICE). Między Frankfurtem i Kolonią pociągi ICE jeżdżą po nowo wybudowanej linii kolei dużych prędkości przystosowanej do prędkości 300 km/h;
- system publicznego transportu zbiorowego (organizowany przez Rhein-Main-Verkehrsverbund(inne języki)) (RMV), na który składają się wzajemnie skomunikowane: kolej, S-Bahn, tramwaje, autobusy oraz metro, dostępne m.in. na wielopoziomowym dworcu głównym (Frankfurt (Main) Hauptbahnhof) i stacjach węzłowych Frankfurt (Main) Hauptwache i Frankfurt (Main) Konstablerwache. Ponadto dla turystów kursuje tramwaj Ebbelwei-Expreß.

Frankfurt odgrywa również znaczącą rolę w Internecie. Znajdują się tu: największy w Niemczech internetowy punkt wymiany ruchu DE-CIX oraz DENIC, a także siedziba organizacji zarządzającej niemiecką domeną internetową .de.
Do głównych ulic handlowych miasta należą: Zeil i Freßgass.

## Architektura i zabytki

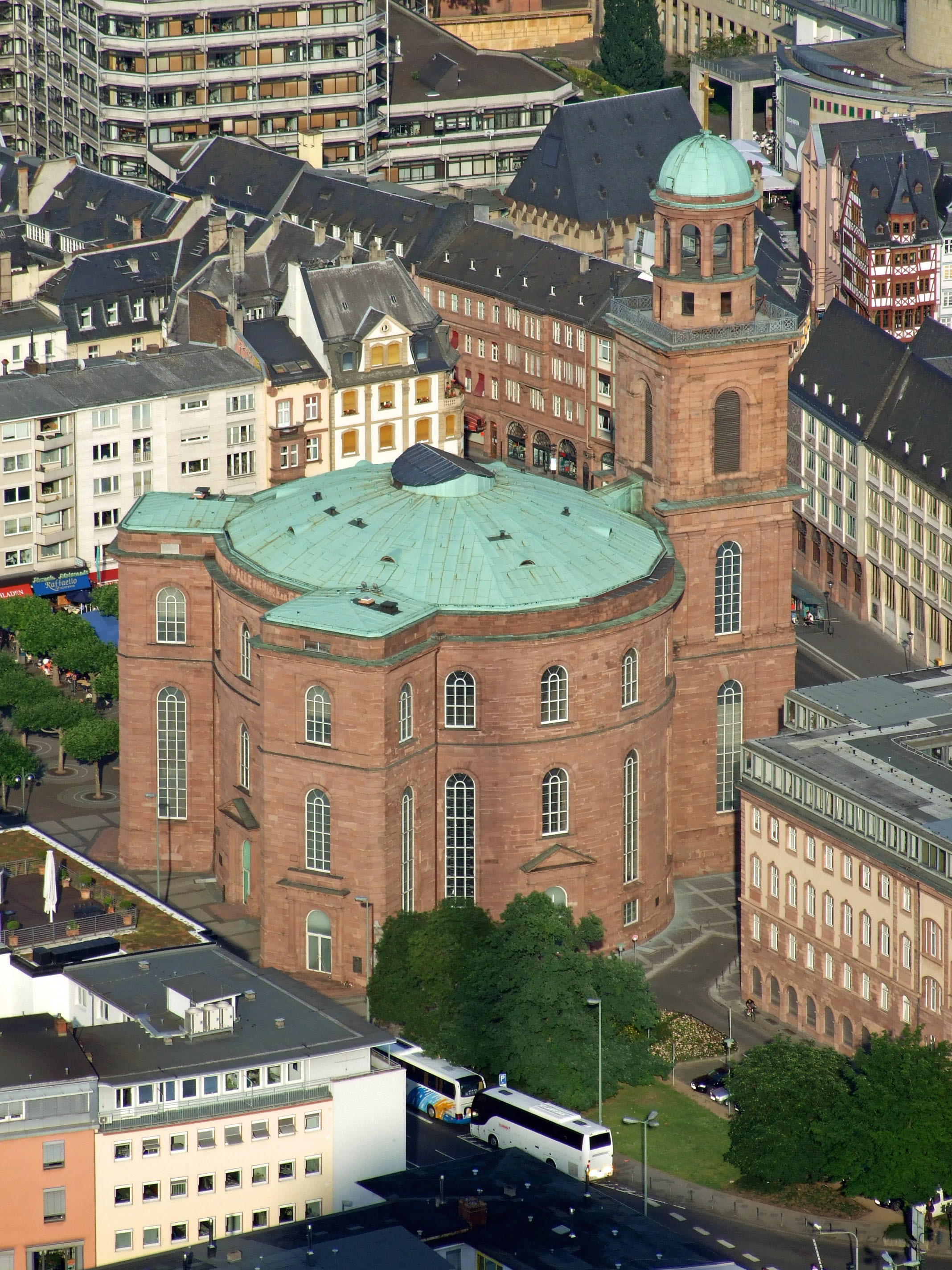
Kościół Świętego Pawła (Paulskirche)

### Kościoły ewangelickie
- Katharinenkirche (kościół św. Katarzyny)
- Alte Nikolaikirche (kościół św. Mikołaja)
- Peterskirche (kościół św. Piotra)
- Dreikönigskirche (Trzech Króli)

### Kościoły katolickie
- Liebfrauenkirche
- Leonhardskirche
- Kaiserdom St. Bartholomäus (Katedra Cesarska)
- Herz-Marien-Kirche (kościół Niepokalanego Serca Maryi – polska parafia)
- Markuskirche (kościół św. Marka)
- Justinuskirche (kościół św. Justyna)

### Synagogi
- Synagoga Westend
- Synagoga Główna
- Synagoga Börneplatz

### Inne zabytki architektury

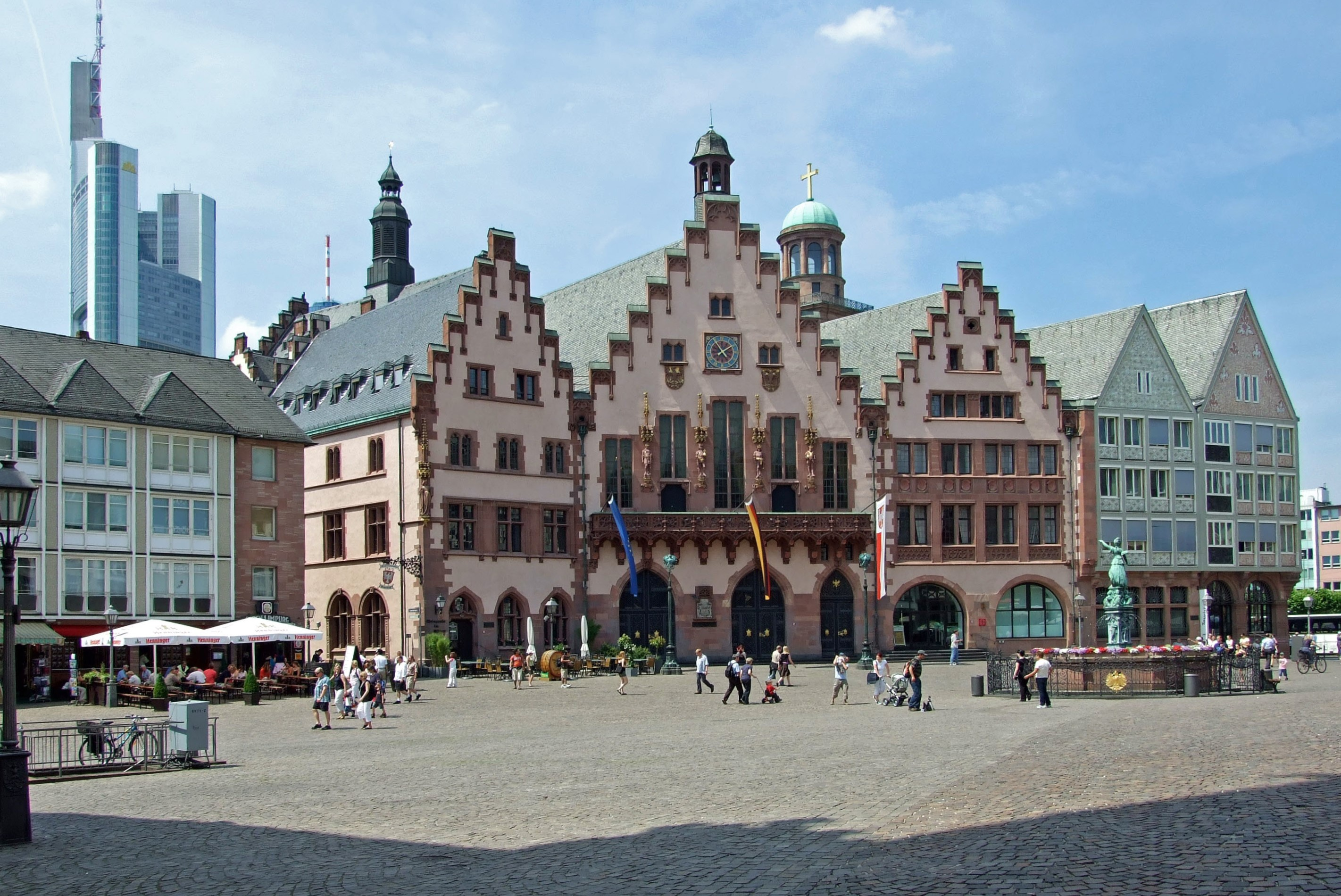
Ratusz

- Rynek Römerberg
- Paulskirche (dawny kościół, miejsce pierwszego niemieckiego parlamentu)
- Dzielnica Sachsenhausen
- Dworzec Główny (Frankfurt Hauptbahnhof)
- Budynek giełdy (Börse Frankfurt)

## Oświata i nauka
- Johann Wolfgang Goethe-Universität Frankfurt am Main (Uniwersytet Johanna Wolfganga Goethego), założony w 1914 jako pierwszy uniwersytet niemiecki założony nie przez władzę, lecz przez obywateli miasta (tzw. Stiftungsuniversität), głównie żydowskich mecenasów, około 36 000 studentów,
- Staatliche Hochschule für Bildende Künste – Städelschule(inne języki) (Państwowa Wyższa Szkoła Plastyczna), założona w 1817 r.,
- Hochschule für Musik und Darstellende Kunst Frankfurt am Main(inne języki) (Wyższa Szkoła Muzyczna i Teatralna), założona w 1878 r.,
- Fachhochschule Frankfurt am Main(inne języki) (Wyższa Szkoła Zawodowa), założona w 1971 r.,
- Philosophisch-Theologische Hochschule Sankt Georgen(inne języki) (Wyższa Szkoła Filozoficzno-Teologiczna św. Jerzego) założona w 1926 r.,
- Frankfurt School of Finance & Management(inne języki),
- Provadis School of International Management and Technology(inne języki),
- trzy instytuty Maxa Plancka

## Kultura

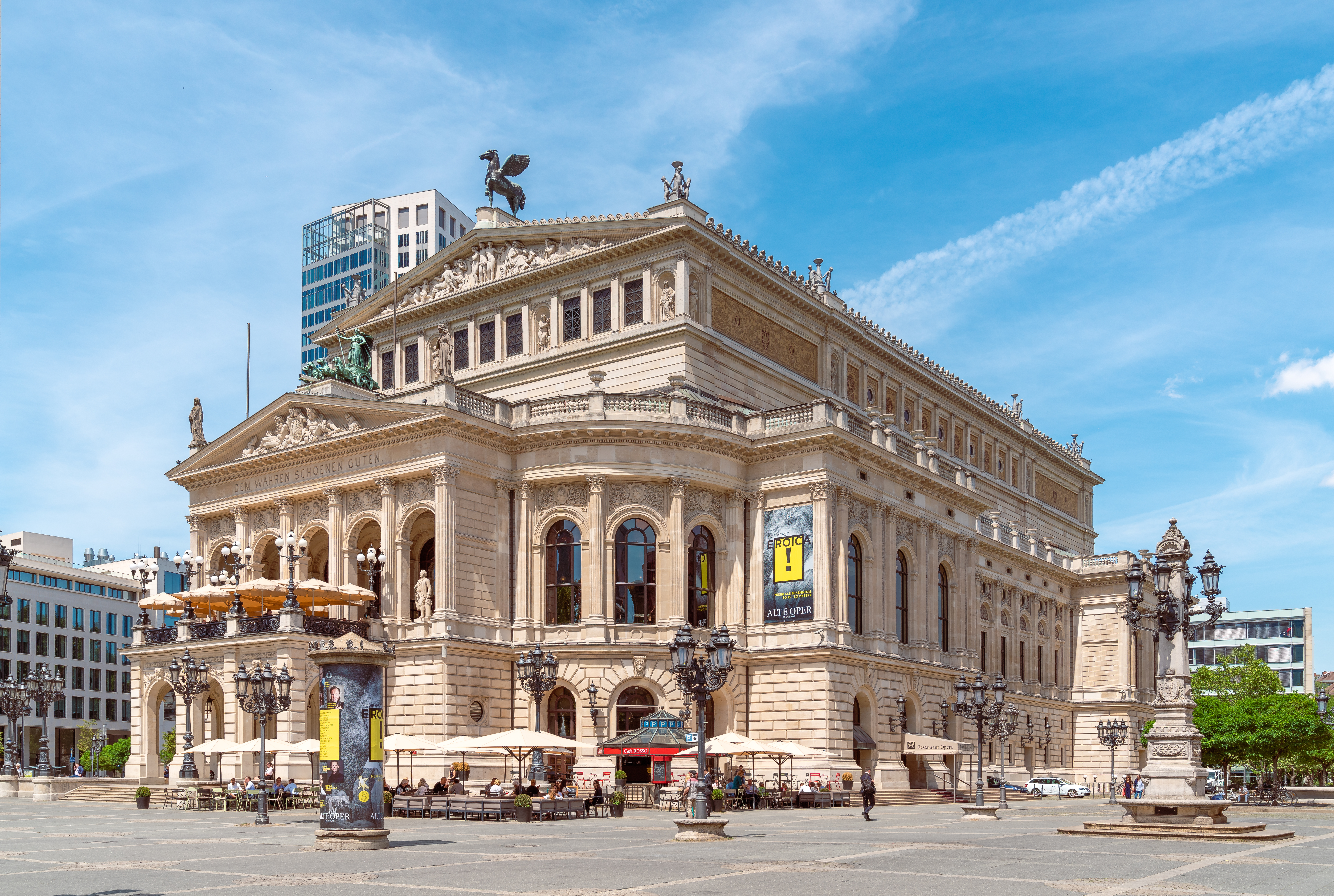
Alte Oper we Frankfurcie nad Menem

### Muzea i galerie
We Frankfurcie działa wiele znaczących muzeów, często o zasięgu krajowym lub szerszym. W pobliżu Menu funkcjonuje tzw. Wybrzeże Muzeów (Museumsufer). W niedużej odległości od siebie, na obu brzegach rzeki znajduje się 13 różnych muzeów. Co roku we Frankfurcie odbywa się Noc Muzeów, a pod koniec sierpnia także Museumsuferfest (Festiwal Wybrzeża Muzeów).
- Muzeum Archeologiczne (Archäologisches Museum Frankfurt(inne języki))
- Muzeum Biblii (Bibelhaus)
- Niemieckie Muzeum Architektury (Deutsches Architekturmuseum(inne języki))
- Niemieckie Muzeum Filmu (Deutsches Filmmuseum(inne języki))
- Frankfurckie Muzeum Sztuki (Schirn)
- Muzeum Goethego (Goethe-Haus(inne języki))
- Muzeum Historyczne (Historisches Museum Frankfurt(inne języki))
- Muzeum Komunikacji (Museum für Kommunikation Frankfurt(inne języki))
- Muzeum Natury Senckenberg (Senckenberg Naturmuseum(inne języki))
- Muzeum Sztuki Współczesnej MMK (Museum für Moderne Kunst(inne języki))
- Muzeum Transportu (Verkehrsmuseum Frankfurt am Main(inne języki))
- Muzeum Sztuki Städel
- Muzeum Sztuk Stosowanych (Museum Angewandte Kunst(inne języki))
- Liebieghaus(inne języki)
- Museum Giersch(inne języki)
- Muzeum Żydowskie (Jüdisches Museum Frankfurt(inne języki))
- Muzeum Etnograficzne (Museum der Weltkulturen(inne języki))
- Galeria Sztuki Portikus
- Muzeum Dialogu (Dialogmuseum(inne języki), jego tematem jest ślepota)

### Media
- Deutsches Filminstitut
- Na terenie miasta znajduje się główna siedziba regionalnej publicznej stacji telewizyjnej i radiowej Hessischer Rundfunk (hr).
- We Frankfurcie zlokalizowane są redakcje trzech dużych gazet codziennych: Frankfurter Allgemeine Zeitung, Frankfurter Rundschau oraz Frankfurter Neue Presse(inne języki).

### Obcokrajowcy
We Frankfurcie najczęściej spotykanym obcokrajowcem jest Turek. Według „FAZ” mieszka tam około 24,5 tys. Turków. W dalszej kolejności (ponad 10 tys.) znalazły się osoby z Chorwacji, Włoch, Rumunii, Polski, a także z Indii.

## Sport i rekreacja

### Kluby sportowe
Frankfurt jest siedzibą kilku klubów sportowych, m.in.:
- piłka nożna
  - Eintracht Frankfurt
  - FSV Frankfurt
  - Rot-Weiss Frankfurt(inne języki)
  - 1. FFC Frankfurt (kobiety)
- inne
  - Frankfurt Lions – hokej na lodzie
  - Skyliners Frankfurt – koszykówka
  - SC Frankfurt 1880 – wielosekcyjny
  - Frankfurt Universe – futbol amerykański

Miasto gości corocznie m.in. wyścigi kolarskie – Eschborn–Frankfurt, maraton – Frankfurt-Marathon oraz zawody w triathlonie – Ironman Germany.

### Obiekty sportowe
Największymi obiektami sportowymi we Frankfurcie są:
- Commerzbank-Arena (do 2005 jako Waldstadion) – stadion piłkarski
- PSD Bank Arena – stadion piłkarski i lekkoatletyczny
- Stadion am Brentanobad(inne języki) – stadion piłkarski
- Fraport Arena(inne języki) (do 2011 jako Ballsporthalle) – hala do koszykówki i piłki ręcznej
- Eissporthalle Frankfurt(inne języki) – lodowisko

## Miasta partnerskie

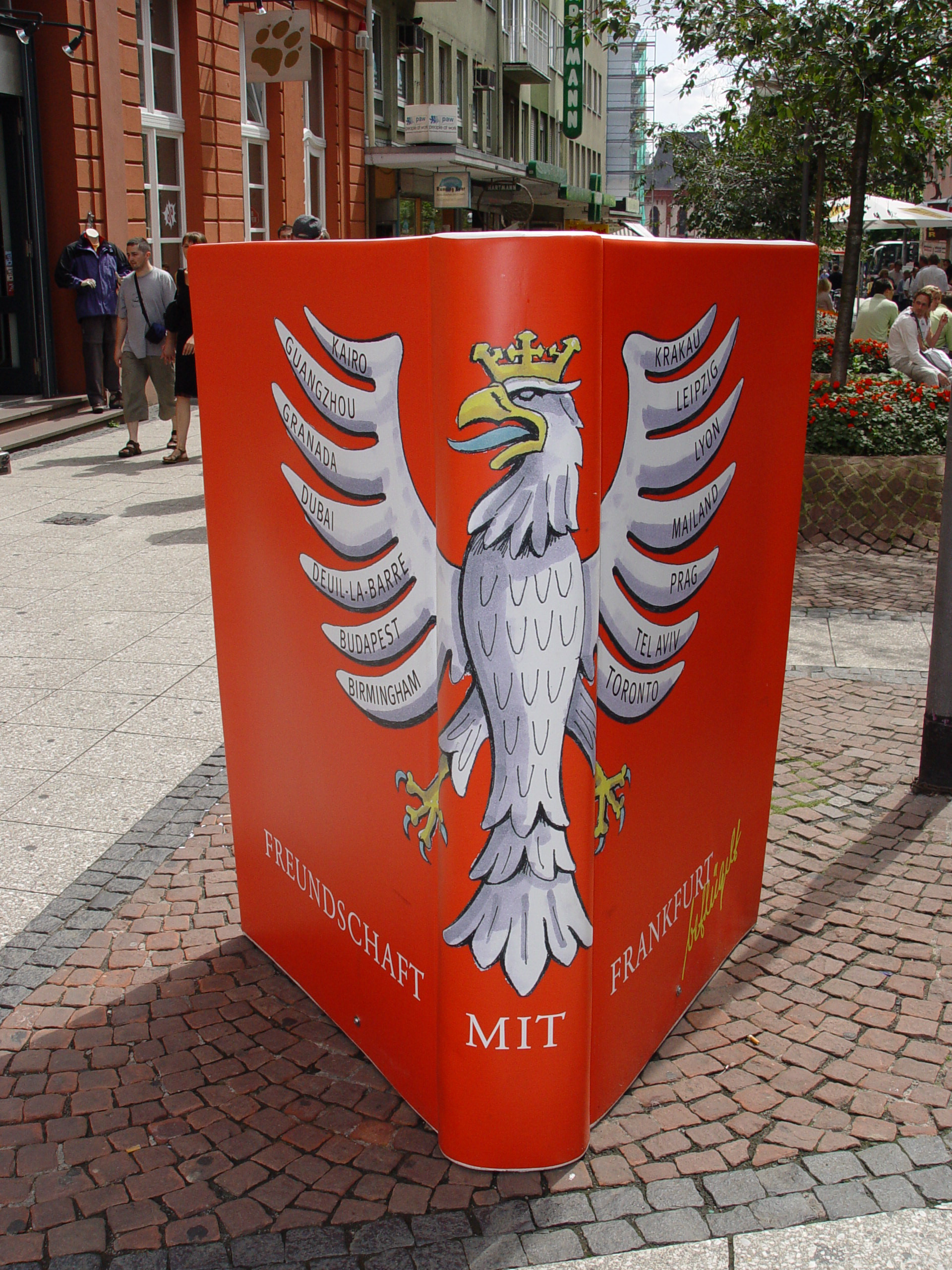
Miasta partnerskie Frankfurtu nad Menem od 2005 roku

- Birmingham (Wielka Brytania)
- Budapeszt (Węgry)
- Eskişehir (Turcja)
- Filadelfia (Stany Zjednoczone)
- Granada (Nikaragua)
- Guangzhou (Chiny)
- Kraków (Polska)
- Lyon (Francja)
- Mediolan (Włochy)
- Praga (Czechy)
- Jokohama (Japonia)

Ponadto zawarto umowy o współpracy z:
- Deuil-la-Barre (Francja)
- Dubaj (Zjednoczone Emiraty Arabskie)
- Kair (Egipt)
- Lipsk (Saksonia)
- Tel Awiw-Jafa (Izrael)
- Toronto (Kanada)